# Curt Wiebel

Curt Wiebel

Curt Karl Wilhelm Wiebel oder Kurt Wiebel (* 17. März 1895 in Alfeld an der Leine; † 1. Dezember 1973 in Hamburg-Harburg) war ein deutscher Kalkwerks-Pächter, Gauwirtschaftsberater, Oberbereichsleiter der NSDAP und Reichstagsabgeordneter von 1937 bis 1945.

## Leben und Wirken
Nach dem Besuch der Volksschule und der Rektoratsschule im westfälischen Hilchenbach und des Realgymnasiums in Lüdenscheid (1908–1913) trat Wiebel 1913 als Fahnenjunker in das 1. Westfälische Pionier-Bataillon Nr. 7 in Köln ein. Nach dem Besuch der Kriegsschule in Glogau wurde er im Mai 1914 zum Leutnant befördert.
Von 1914 bis 1918 nahm Wiebel am Ersten Weltkrieg teil, in dem er mit dem Eisernen Kreuz beider Klassen ausgezeichnet wurde. Nach dem Ende des Krieges gehörte er noch bis Februar 1920 dem westfälischen Freikorps Lichtschlag an, aus dem er am 31. März 1920 offiziell verabschiedet wurde.
Im April 1926 trat Wiebel der Nationalsozialistischen Deutschen Arbeiterpartei bei (Mitgliedsnummer 35.046).
Ebenfalls in den 1920er Jahren arbeitete Wiebel sich vom Volontär in einem Kalkwerk zum Betriebsleiter und schließlich zum Pächter dieses Werkes hoch.
Die Hannoversche Kalkindustrie Pingel, Wiebel & Co. in Osnabrück wurde 1921 im Handelsregister mit den beiden in Oldenburg ansässigen Kaufleuten und persönlich haftenden Gesellschaftern Willi Pingel und Kurt Wiebel neu eingetragen. Die Firma produzierte keinen Kalk, sondern hatte die Osnabrücker Kalksandsteinfabrik in Lüstringen gepachtet, um dort den als Stückenkalk bezogenen gebrannten Kalk zu mahlen zwecks Erzeugung von Kalksandsteinen. Überschüssige Mengen waren zum Weiterverkauf als Sackkalk vorgesehen.
Bis 1933 war Wiebel Pächtes des Kalkwerkes.
1934 wurde er hauptamtlicher Führer bei der Sturmabteilung (SA), der Parteiarmee der NSDAP.
Vom 1. Juni 1935 bis ins Jahr 1941 amtierte er als NSDAP-Gauamtsleiter im Gau Ost-Hannover.
Wiebel bekleidete in der Deutschen Arbeitsfront (DAF) die Funktion eines Gauobmanns. Mitte der 1930er Jahre wohnte Wiebel in Hamburg-Harburg,
Am 27. Juli 1937 zog Wiebel im Nachrückverfahren für den ausgeschiedenen Abgeordneten Fritz Fröhlich in den im März 1936 gebildeten nationalsozialistischen Reichstag ein und gehörte dem deutschen Parlament bis zum Ende der NS-Herrschaft im Mai 1945 als Vertreter des Wahlkreises 15 (Ost-Hannover) an. Am 3. Juni 1941 wurde ihm das Parteiabzeichen in Gold verliehen.
Ab 1943 wurde Wiebel als „gottgläubig“ bekannt. Als Gauobmann der DAF genoss er die volle Unterstützung des Gauamtsleiters Otto Telschow, auch in allen Angelegenheiten der sogenannten „Ausländereinsätze“ im Zweiten Weltkrieg, für die Wiebel mit zuständig war.
In einem im Zuge der Entnazifizierung in der Nachkriegszeit durchgeführten Spruchkammerverfahren vergaß oder unterschlug Wiebel sein vormaliges Amt als Gauwirtschaftsberater in seinem Lebenslauf völlig, dies spielte jedoch „für die Richter keine Rolle.“
Curt Wiebel starb 1973 im Alter von 78 Jahren in Hamburg-Harburg.

## Archivalien
Archivalien von und über Curt oder Kurt Wiebel finden sich beispielsweise
- im Bundesarchiv, Hauptdienststelle Koblens; dort Akten mit Lebenslauf Wiebels zum Spruchkammerverfahren, Archivsignatur Z42 III/2045[3]